# A Village Venus
A Village Venus è un cortometraggio muto del 1919 scritto e diretto da Fred C. Fishback (Fred Hibbard).

## Produzione
Il film fu prodotto dalla Century Comedies (Century Film).

## Distribuzione
Distribuito dall'Universal Film Manufacturing Company, il film - un cortometraggio in due bobine - uscì nelle sale cinematografiche USA il 3 settembre 1919.